# Boursin

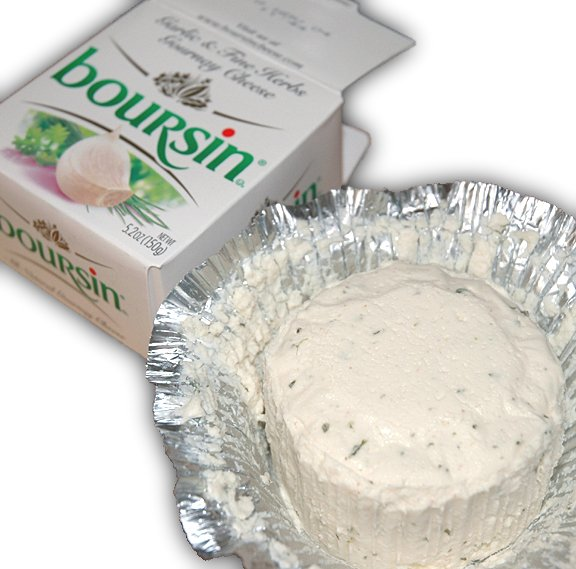
Boursin Ail & Fines Herbes

Boursin [buʁsɛ̃] ist eine Herstellermarke der französischen Bel-Gruppe und bezeichnet einen Doppelrahm-Frischkäse, der aus mit Rahm angereicherter Kuhmilch hergestellt wird und einen Fettgehalt von 70 % in der Trockenmasse aufweist. Herstellungsgebiet ist die Normandie.
Boursin wurde 1957 von dem französischen Käsehändler François Boursin aus Croisy-sur-Eure  erfunden. Seit 1963 ist der Käse in der gegenwärtigen Form im Handel erhältlich. In dem ersten Fernsehwerbespot, der 1968 im französischen Fernsehen (TF1) gezeigt wurde, bewarb der Schauspieler Jacques Duby das Produkt. Der seit der Kampagne von 1972 eingesetzte Werbeslogan Du pain, du vin, du boursin („Brot, Wein, Boursin“), der auch in nichtfranzösischen Sendern verwendet wurde, gilt inzwischen als Klassiker der Werbebranche. Der vom Chef der Pariser Agentur Publicis Marcel Bleustein-Blanchet kreierte Slogan half, die Verkäufe von François Boursin in sieben Jahren zu verzehnfachen. Nach Angaben des Herstellers wurde Boursin zur „Nummer 1 in Frankreich und zum Synonym für Frischkäse mit Kräutern“.
Im Jahr 1990 erwarb der Unilever-Konzern die Marke und das Herstellungswerk und verkaufte beides im November 2007 für 400 Millionen Euro an die Bel-Gruppe. Das von der Société de la Fromagerie Boursin betriebene Werk in Pacy-sur-Eure in der Normandie beschäftigt 170 Personen.
Boursin ist ein Doppelrahmkäse. Anders als bei vielen Wettbewerbern wird nur die Basis-Käsemasse pasteurisiert. Die Zutaten (zum Beispiel  Kräuter) werden erst nach der Pasteurisierung dazugegeben, wodurch deren Eigengeschmack weitgehend erhalten bleibt. Der Käse hat einen für Frischkäse eher geringen Wassergehalt und bedarf keiner Reifezeit.
Zur Vermarktung wurden länderspezifische Boursin-Websites für neun Länder eingerichtet, sechs in Europa (Frankreich, Deutschland, Schweiz, Belgien, Niederlande, Vereinigtes Königreich) sowie in den USA, Kanada und Japan. In Deutschland und der Schweiz wird Boursin in zwei Geschmacksrichtungen angeboten (Stand August 2022): „Knoblauch & Küchenkräuter“ (Ail & Fines Herbes) und „Schwarzer Pfeffer“ (Poivre Noir). In den meisten anderen der genannten Länder gibt es mehr Sorten.